# Centurion (film)
(Frase d'apertura e di chiusura del film)
Centurion è un film del 2010 scritto e diretto da Neil Marshall e interpretato, tra gli altri, da Michael Fassbender e Dominic West. Il film racconta e ipotizza le ultime vicende occorse alla Nona legione romana prima della sua presunta misteriosa scomparsa dai documenti storici nel II secolo.

## Trama
Quintus Dias è un centurione romano a capo di uno dei numerosi fortini romani sparsi per il nord dell'Inghilterra durante la conquista della Britannia. Dopo essere scampato ad un violento attacco da parte della popolazione indigena dei Pitti si unisce alla storica Nona legione romana che nel II secolo si diresse verso la Scozia per cercare di debellare definitivamente i popoli barbari e unificare la Britannia sotto l'Impero romano.
Quintus si affianca al comandante della legione Titus Flavius Virilus e durante una marcia incorrono in un'imboscata che decima i soldati. Tutto ciò è causato dal tradimento di Etain, una spietata guerriera pitta che si era alleata con i romani al fine di tradirli e vendicarsi del suo stupro, della mutilazione della lingua e della violenza sessuale con uccisione di sua madre in un attacco romano durante la sua infanzia.
Sei dei pochissimi sopravvissuti si uniscono a Quintus che propone di salvare il comandante Virilus, preso prigioniero dai pitti.
Il tentativo di salvataggio, nonostante il plotone riesca a penetrare nell'accampamento pitto e a raggiungere Virilus, fallisce e questi viene ucciso da Etain mentre il gruppo di legionari si dà alla fuga prima verso nord, per depistare gli inseguitori, e poi in direzione sud, verso le linee romane, cercando di raggiungere il Vallo di Adriano. Nella loro fuga sono braccati da un manipolo di guerrieri pitti guidati dalla feroce Etain e incaricati di vendicare l'assassinio del figlio del capo-villaggio, che Thax, uno dei sopravvissuti, aveva compiuto durante la missione di salvataggio di Titus Flavius Virilus, senza peraltro rivelarlo ai suoi compagni.
Tarak, un valoroso cuoco della IX legione, viene ucciso da una freccia lanciata dagli inseguitori; la compagnia deve gettarsi tra le rapide d'un fiume per salvarsi dai pitti ma rimane divisa in due gruppi: da una parte Macros e Thax, isolati, dall'altra Quintus Dias, Leonidas, Bothos e Ubriculius, soprannominato Brick, sempre inseguiti dai pitti.
Thax per riuscire a sfuggire da un branco di lupi ferisce a tradimento il compagno di fuga Macros, tanto che non possa camminare, lasciandolo così preda delle bestie; mentre il gruppo di Quintus nel corso della ritirata, dopo che Leonidas muore in un'imboscata degli inseguitori, trova ospitalità nella capanna della bella Arianne, una donna pitta che vive isolata poiché ritenuta una strega. La donna rifocilla i soldati romani, cura una ferita di Bothos e dimostra la propria sincerità, mettendo a repentaglio la sua vita, nel coprire la loro presenza quando Etain raggiunge il luogo.
La fuga prosegue ma, quando finalmente i tre superstiti raggiungono il forte, lo trovano abbandonato, in quanto i romani hanno arretrato la linea difensiva. Stanchi di fuggire i tre decidono di affrontare lo scontro finale al quale sopravviveranno i soli due romani Quintus e Bothos che hanno la meglio sui pitti, tutti morti compresa la tremenda Etain.
Sulla via del sud si ricongiungono a Thax e Quintus Dias scopre che questo aveva ucciso il figlio del capovillaggio, causando quindi l'inseguimento e le morti dei compagni, e lo avvisa che, una volta in salvo, pagherà. Da qui nasce una colluttazione nella quale Thax muore.
I due restanti raggiungono il Vallo di Adriano in costruzione, ma una sentinella che li scambia per guerrieri pitti, scaglia una freccia uccidendo Bothos.
Finalmente in salvo, Quintus va a rapporto dal governatore Agricola. Quest'ultimo però, per evitare che la notizia della distruzione di un'intera Legione da parte di una tribù barbara possa dare alle popolazioni sottomesse il coraggio di ribellarsi a Roma, decide di cancellare ogni testimonianza sulla fine della IX legione, in modo che la sua scomparsa rimanga per sempre un mistero: Quintus, quindi, ultimo testimone rimasto, deve essere eliminato. Due legionari cercano infatti di uccidere Quintus a tradimento ma questi, più abile, li elimina entrambi, rimanendo però ferito.
Sfuggito così alla trappola ma ormai conscio di essere in pericolo, Quintus fugge in terra nemica, e, ormai senza patria, torna da Arianne.

## Anacronismi storici
Gneo Giulio Agricola fu governatore della Britannia durante la dinastia dei Flavi, molti decenni prima dei fatti del film, ed era un bravo condottiero, celebre per numerose vittorie ottenute sia nella Britannia Romana sia nei territori scozzesi (per esempio la battaglia del Monte Graupio contro i caledoni nell'83 d.C.).
La battaglia in cui la IX Legione è annientata ricorda la battaglia di Teutoburgo. Inoltre una legione romana era quasi sempre accompagnata da coorti ausiliarie, soprattutto di cavalleria. Che i legionari preferissero andare in licenza piuttosto che al fronte non è verosimile, perché per una legione andare in guerra significava fare bottino ed arricchirsi con razzie, mentre l'inattività era caratterizzata da durissimi addestramenti.

### Descrizione
Etain è ispirata a Boudicca o Boadicea, celeberrima regina degli iceni che guidò una feroce rivolta contro i Romani in Britannia durante il regno di Nerone, anche stavolta decenni prima dei fatti del film. Lei e i suoi parenti furono vittime di torture o stupri ed ella si vendicò colpendo con altrettanta crudeltà i romani ed i britanni loro alleati. Fu sconfitta in battaglia dai romani e si tolse la vita col veleno. Etain che si finge alleata dei romani per condurli in un'imboscata ricorda Arminio e la battaglia di Teutoburgo.
Il personaggio di Gorlacon è chiaramente ispirato alla figura storica di Viriato, capo dei Lusitani che nel I Secolo a.C. fermò per vent'anni i tentativi dei romani di espandersi nella Penisola Iberica. Viriato era un contadino divenuto in seguito guerriero ed infine re della sua gente e condottiero quasi imbattuto. Non riuscendo a sconfiggerlo sul campo di battaglia i generali romani che lo combattevano si decisero a corrompere tre guerrieri lusitani perché lo strangolassero nel sonno (fine che nel film è riservata al figlio).
La figura della "strega emarginata" è inventata. I celti avevano una casta di druidi, uomini e donne, considerati in grado di fare incantesimi e prodigi, che per questo erano ammirati e temuti, non emarginati.

### Inesattezze linguistiche
- Dias non è un cognomen latino attestato.
- Virilius non è un nome (propriamente un nomen) maschile in latino. Mentre la forma in -us non è attestata né linguisticamente compatibile (ma, quando usata in altre lingue, lo è "nella convinzione che la desinenza in -us sia propria di quel genere" (maschile),[1] quella in -ius è propria del comparativo dell'avverbio.[2] Tuttavia come nome era già stato usato anche nel film Spartaco - Il gladiatore della Tracia.[3]

## Produzione
La sceneggiatura di Centurion venne scritta dal regista Neil Marshall con il nome provvisorio di Ninth Legion, incentrata sulla storica marcia verso la Scozia di circa 3000 soldati, scomparsi poi misteriosamente da tutti gli incartamenti storici dell'epoca. Negli anni settanta, gli storici hanno evidenziato come la legione non fosse stata misteriosamente fatta scomparire ma semplicemente spostata nell'attuale città di Nimega, nei Paesi Bassi, nel 120. A tal proposito Marshall affermò:
(Neil Marshall)
Tuttavia varie correnti d'opinione accademiche affermano come la IX Legione romana sia stata davvero distrutta in Britannia. Il dottor Miles Russel della Bournemouth University afferma, nel suo libro Bloodline: the Celtic Kings of Roman Britain, che vi siano forti evidenze di una catastrofica guerra in Britannia che possa realmente aver annientato un'intera legione romana nei pressi del Vallo di Adriano.
Le riprese iniziarono verso la fine di febbraio 2009 in Scozia, a Badenoch, Strathspey e Glenfeshie Estate nel Cairngorms. Alcune scene vennero girate anche negli Ealing Studios di Londra e nei dintorni di Surrey, come la foresta di Alice Holt o la foresta di Hurtwood sulle colline circostanti.
Per le scene di battaglia vennero scritturate alcune associazioni di rievocazioni storiche per interpretare i guerrieri Pitti e i soldati romani. Le riprese si conclusero nel marzo dello stesso anno, dopo sette settimane di lavoro. Come produttore venne designato Simon Bowles con la direzione artistica di Jason Knox-Johnston, mentre i set cinematografici vennero realizzati dalla DRS Construction.

### Cast
- Michael Fassbender è Quintus Dias, centurione dell'accampamento di Inch-Tuth-Il, estremo presidio settentrionale in Britannia.
- Dominic West è Titus Flavius Virilus, generale della Nona Legione.
- Olga Kurylenko è Etain, guerriera del popolo dei Pitti.
- Riz Ahmed è Tarak, cuoco della Nona Legione.
- Noel Clarke è Macros, legionario di origini numidiane della Nona Legione.
- Imogen Poots è Arianne, donna Pitta esiliata dalla sua tribù perché ritenuta una strega.
- Liam Cunningham è Ubriculius detto "Brick", soldato veterano della Nona Legione.
- JJ Feild è Thax, ufficiale della Nona Legione.
- Dimitri Leonidas è Leonidas, legionario di origini greche della Nona Legione.
- David Morrissey è Bothos, ufficiale veterano della Nona Legione.
- Ulrich Thomsen è Gorlacon, re dei Pitti.
- Dave Legeno è Vortix.
- Axelle Carolyn è Aeron.
- Paul Freeman è Gneo Giulio Agricola, governatore della Britannia.
- Rachael Stirling è Druzilla, figlia del governatore Agricola.
- Michael Carter è Antoninus.
- Tom Mannion è Tesio.
- Peter Guinness è Cassius.
- Lee Ross è Septus.
- Jake Maskall è Argos.
- Eoin Macken è Achivir.

## Distribuzione
La pellicola venne proiettata in anteprima il 18 marzo 2010 al South by Southwest Film Festival come "Super Secret TBD film" (letteralmente "film da annunciare super segreto"). Venne proiettata anche come première d'apertura dell'ActionFest film festival. Venne distribuito nelle sale cinematografiche il 20 luglio 2010 e come video on demand dell'Xbobx Live Marketplace e su Amazon.com

## Accoglienza
Il film ricevette mediamente una bassa accoglienza nel Regno Unito, ottenendo il 61% di preferenze su Rotten Tomatoes. Il Birmingham Post diede al film due stelle su cinque affermando: «questo film d'inseguimento orribilmente violento da formula uno manca del fattore novità dell' "Apocalypto" di Mel Gibson». Empire Magazine diede invece tre stelle su cinque affermando che la pellicola «sarebbe stata migliore se ci fosse stata maggior caratterizzazione dei personaggi». Film4 fu ancora più critico affermando che è «una vergogna che niente di tutto questo sia stato pensato con un po' più d'attenzione, perché c'è un cast molto talentuoso che però è stato trattato come dei vestiti appesi ad asciugare». The Guardian diede anch'esso due stelle su cinque definendo la pellicola come «cinema in stile cyclette: energetico, inarrestabile e tendente alla monotonia». OneMetal diede invece tre stelle su cinque, affermando che «ciò che manca in termini di carattere viene compensato dalle scene di sangue e dagli incredibili effetti visivi».